# Municipalità di Ku-Ring-Gai
La municipalità di Ku-Ring-Gai è una local government area che si trova nel Nuovo Galles del Sud. Si estende su una superficie di 86 chilometri quadrati e ha una popolazione di 114.142 abitanti. La sede del consiglio si trova a Gordon.
Include i sobborghi di: Gordon, Wahroonga, St Ives, Roseville, Pymble, Lindfield, Warrawee, Turramurra, Killara.
Prende il nome dalla popolazione australiana aborigena Kuringgai.